# Ugo Petrini
Ugo Petrini (* 6. August 1950 in Montagnola) ist ein Schweizer Sekundarlehrer, Schriftsteller, Essayist und Dichter.

## Leben
Ugo Petrini studierte an der Universität Freiburg (Schweiz) und unterrichtete an Mittelschulen im Kanton Tessin. Heute ist er im Ruhestand und lebt mit seiner Frau Franca in Comano. Hinter seinen Gedichten verbirgt sich ein wachsamer und eindringlicher Blick auf das menschliche Dasein, der es vermag, das Wesentliche der Tragik zu erfassen. Er gilt als der zurückhaltendste der Tessiner Dichter und macht sich nie die Mühe, auf sich aufmerksam zu machen, doch seine Werke entgingen nicht der Wertschätzung eines Experten wie Giovanni Orelli.
Seit mehr als drei Jahrzehnten veröffentlicht er regelmässig seine Gedichte, zunächst 1987 in einem italienischen Verlag, dann in kleinen Tessiner Verlagen oder in limitierten Privatdrucken. Seit 2012, als Die Gazellen von Thomson veröffentlicht wurde, haben sich die Gedichtbände vervielfacht, von denen einige bei Casagrande und Dadò erschienen sind. In Zusammenarbeit mit Künstlern aus Italien und des Kantons Tessin druckte er mehrere Kunstbücher: Risguardi (2008), A fior di baffo (2010), Piazzetta Camuzzi e dintorni (2014) und Stazioni (2017). Im Jahr 2018 erschien im Limmat Verlag in Zürich eine Anthologie seiner deutschsprachigen Gedichte Seiltänzer der Leere /Funamboli del vuoto, ausgewählt und übersetzt von Christoph Ferber. Im November 2019 wurde sein Gedichtband I cerini dell’anima im Verlag «Alla chiara fonte» in Lugano veröffentlicht.
Im Klappentext zu «Seiltänzer der Leere» heisst es: Petrinis Lyrik ist stets auf der Suche nach dieser Seele; sie wird gefunden in Menschen, die ihm nahestehen, dem Vater, der Grossmutter, Personen aus seiner Umgebung wie der Friseuse oder dem Dorfdirigenten. Aber auch anderen beseelten Wesen, Vögeln, Eichhörnchen oder der Katze Birba, gilt des Dichters Aufmerksamkeit. Ja, auch ein Fahrrad, eine Hausmauer oder ein Lutschbonbon erhalten durch Petrinis Kunst eine Seele. Eine Kunst, die von genauesten Beobachtungen ausgeht, die sich das Alltägliche einprägen, ohne aber das Erhabene aus dem Blick zu verlieren.

## Werke
- Ellissi. Firenze Libri, Florenz 1987.
- L’aspetto. Mit Originalgravuren von Paolo Foletti, Sassello, Novazzano 1996.
- Bestie. Gedichte, verziert und gestochen mit dem Stichel von Paolo Foletti, Atelier Calcografico, Novazzano 1997.
- Figure color copale. mit Schlägen von Ursula Bucher, Le perle di Ebe, Lugano 1998.
- Bertesche. Sassello, Novazzano 1999.
- Tre poesie. mit einer Original-Radierung von Anita Spinelli, Sassello, Novazzano 2000.
- Tra il visibile e il dicibile. mit Abbildungen von Gabriella Moresi, Mediapoint, Lugano 2004.
- Risguardi. mit einer Gravur von Pino Sacchi, Edizioni AAAC, Novazzano 2008.
- A fior di baffo. Sassello, Novazzano 2009.
- Le gazzelle di Thomson. Nachrede von Alessandro Martini, Gianni Casagrande, Lugano 2012.
- Misteri provvisori. Alla chiara fonte, Lugano 2014.
- Il tepore dei muri. ADV-Alla chiara fonte, Lugano 2015.
- Seiltänzer der Leere / Funamboli del vuoto. Übersetzung von Christoph Ferber, Limmat Verlag, Zürich 2017.
- Perdimenti. ADV Publishing House, Lugano 2017[4].
- I cerini dell’anima. Alla chiara fonte, Viganello, 2019.
- Ora di là. Mit Vorrede von Alessandro Martini, Armando Dadò Editore, Locarno 2022[5]